# Depot von Löbau
Das Depot von Löbau ist ein archäologischer Depotfund aus der Frühbronzezeit, der bei Löbau (Landkreis Görlitz) entdeckt wurde. 
Der Hortfund wurde 1852 entdeckt, die genaue Fundstelle und die Fundumstände sind jedoch unbekannt. Er besteht aus zwei rundstabigen Ösenhalsringen. Die Datierung auf 1800–1600 v. Chr. weist den Fund der Aunjetitzer Kultur zu.